# (221026) Jeancoester
(221026) Jeancoester est un astéroïde de la ceinture principale.

## Description
(221026) Jeancoester est un astéroïde de la ceinture principale d'astéroïdes. Il fut découvert le 28 août 2005 à l'observatoire de Saint-Sulpice par Bernard Christophe. Il présente une orbite caractérisée par un demi-grand axe de 2,45 UA, une excentricité de 0,13 et une inclinaison de 5,0° par rapport à l'écliptique.

## Compléments